# Wesełe (rejon bachmucki)
Wesełe (ukr. Веселе) – wieś na Ukrainie, w obwodzie donieckim, w rejonie bachmuckim, w hromadzie Sołedar. W 2001 liczyła 102 mieszkańców, spośród których 90 wskazało jako ojczysty język ukraiński, a 12 rosyjski.